# NBA-Draft 2004
Der NBA-Draft 2004 wurde am 24. Juni 2004 in New York City durchgeführt. In zwei Runden wurden jeweils 30 Spieler von NBA-Teams ausgewählt. Allerdings mussten die Minnesota Timberwolves auf ihren Erstrundenpick verzichten, da sie gegen die NBA Salary Cap-Regeln verstoßen hatten.
An erster Stelle wurde der von der High School kommende Dwight Howard von den Orlando Magic ausgewählt.

## Runde 1
| Pick | Spieler                | Nationalität                  | NBA Team                                              | vorheriges Team/College                                |
| ---- | ---------------------- | ----------------------------- | ----------------------------------------------------- | ------------------------------------------------------ |
| 1    | Dwight Howard (C)      | Vereinigte Staaten            | Orlando Magic                                         | Southwest Atlanta Christian Academy (Atlanta, Georgia) |
| 2    | Emeka Okafor (C)       | Vereinigte Staaten            | Charlotte Bobcats (von Los Angeles Clippers)          | University of Connecticut                              |
| 3    | Ben Gordon (SG)        | Vereinigte Staaten ( England) | Chicago Bulls                                         | University of Connecticut                              |
| 4    | Shaun Livingston (PG)  | Vereinigte Staaten            | Los Angeles Clippers (von Charlotte Bobcats)          | Peoria Central High School (Peoria, Illinois)          |
| 5    | Devin Harris (PG)      | Vereinigte Staaten            | Washington Wizards (nach Dallas getradet)             | University of Wisconsin                                |
| 6    | Josh Childress (SF)    | Vereinigte Staaten            | Atlanta Hawks                                         | Stanford University                                    |
| 7    | Luol Deng (SF)         | England ( Sudan)              | Phoenix Suns (nach Chicago getradet)                  | Duke University                                        |
| 8    | Rafael Araújo (C)      | Brasilien                     | Toronto Raptors                                       | Brigham Young University                               |
| 9    | Andre Iguodala (SG/SF) | Vereinigte Staaten            | Philadelphia 76ers                                    | University of Arizona                                  |
| 10   | Luke Jackson (SF)      | Vereinigte Staaten            | Cleveland Cavaliers                                   | University of Oregon                                   |
| 11   | Andris Biedriņš (C)    | Lettland                      | Golden State Warriors                                 | BK Skonto Riga (Lettland)                              |
| 12   | Robert Swift (C)       | Vereinigte Staaten            | Seattle SuperSonics                                   | Bakersfield High School (Bakersfield, Kalifornien)     |
| 13   | Sebastian Telfair (PG) | Vereinigte Staaten            | Portland Trail Blazers                                | Lincoln High School (Brooklyn, New York)               |
| 14   | Kris Humphries (PF)    | Vereinigte Staaten            | Utah Jazz                                             | University of Minnesota, Twin Cities                   |
| 15   | Al Jefferson (PF/C)    | Vereinigte Staaten            | Boston Celtics                                        | Prentiss High School (Prentiss, Mississippi)           |
| 16   | Kirk Snyder (SG)       | Vereinigte Staaten            | Utah Jazz (von New York Knicks)                       | University of Nevada, Reno                             |
| 17   | Josh Smith (SF/PF)     | Vereinigte Staaten            | Atlanta Hawks (von Milwaukee Bucks)                   | Oak Hill Academy (Mouth of Wilson, Virginia)           |
| 18   | J. R. Smith (SG)       | Vereinigte Staaten            | New Orleans Hornets                                   | St. Benedict’s Prep (Newark, New Jersey)               |
| 19   | Dorell Wright (SF)     | Vereinigte Staaten            | Miami Heat                                            | South Kent Prep. (Lawndale, Kalifornien)               |
| 20   | Jameer Nelson (PG)     | Vereinigte Staaten            | Denver Nuggets (nach Orlando getradet)                | Saint Joseph’s University                              |
| 21   | Pavel Podkolzin (C)    | Russland                      | Utah Jazz (von Houston Rockets, nach Dallas getradet) | Metis Varese (Italien)                                 |
| 22   | Wiktor Chrjapa (SF)    | Russland                      | New Jersey Nets (nach Portland getradet)              | PBK ZSKA Moskau (Russland)                             |
| 23   | Sergei Monja (SG)      | Russland                      | Portland Trail Blazers (von Memphis Grizzlies)        | PBK ZSKA Moskau (Russland)                             |
| 24   | Delonte West (PG/SG)   | Vereinigte Staaten            | Boston Celtics (von Dallas Mavericks)                 | Saint Joseph’s University                              |
| 25   | Tony Allen (SG)        | Vereinigte Staaten            | Boston Celtics (von Detroit Pistons)                  | Oklahoma State University – Stillwater                 |
| 26   | Kevin Martin (SG)      | Vereinigte Staaten            | Sacramento Kings                                      | Western Carolina University                            |
| 27   | Sasha Vujačić (SG)     | Slowenien                     | Los Angeles Lakers                                    | Snaidero Udine (Italien)                               |
| 28   | Beno Udrih (PG)        | Slowenien                     | San Antonio Spurs                                     | Breil Milano (Italien)                                 |
| 29   | David Harrison (C)     | Vereinigte Staaten            | Indiana Pacers                                        | University of Colorado at Boulder                      |

## Runde 2
| Pick | Spieler                  | Nationalität                 | NBA Team                                       | vorheriges Team/College                |
| ---- | ------------------------ | ---------------------------- | ---------------------------------------------- | -------------------------------------- |
| 30   | Anderson Varejão (C/PF)  | Brasilien                    | Orlando Magic                                  | FC Barcelona                           |
| 31   | Jackson Vroman (C)       | Vereinigte Staaten           | Chicago Bulls                                  | Iowa State University                  |
| 32   | Peter John Ramos (C)     | Puerto Rico                  | Washington Wizards                             | Criollos de Caguas                     |
| 33   | Lionel Chalmers (PG)     | Vereinigte Staaten           | Los Angeles Clippers (von Charlotte Bobcats)   | Xavier University of Cincinnati        |
| 34   | Donta Smith (SF)         | Vereinigte Staaten           | Atlanta Hawks                                  | Southeastern Illinois Junior College   |
| 35   | Andre Emmett (F/G)       | Vereinigte Staaten           | Seattle SuperSonics (von Los Angeles Clippers) | Texas Tech University                  |
| 36   | Antonio Burks (PG)       | Vereinigte Staaten           | Orlando Magic (von Phoenix Suns)               | University of Memphis                  |
| 37   | Royal Ivey (PG)          | Vereinigte Staaten           | Atlanta Hawks (von Philadelphia 76ers)         | University of Texas at Austin          |
| 38   | Chris Duhon (PG)         | Vereinigte Staaten           | Chicago Bulls (von Toronto Raptors)            | Duke University                        |
| 39   | Albert Miralles (PF)     | Spanien                      | Toronto Raptors (von Cleveland Cavaliers)      | Roseto Basket                          |
| 40   | Justin Reed (SF)         | Vereinigte Staaten           | Boston Celtics                                 | University of Mississippi              |
| 41   | David Young (G)          | Vereinigte Staaten           | Seattle SuperSonics                            | North Carolina Central University      |
| 42   | Wiktor Sanikidse (SF)    | Georgien                     | Atlanta Hawks (von Golden State Warriors)      | JDA Dijon                              |
| 43   | Trevor Ariza (SF)        | Vereinigte Staaten           | New York Knicks                                | University of California, Los Angeles  |
| 44   | Tim Pickett (SG)         | Vereinigte Staaten           | New Orleans Hornets                            | Florida State University               |
| 45   | Bernard Robinson (SF)    | Vereinigte Staaten           | Charlotte Bobcats (von Milwaukee Bucks)        | University of Michigan                 |
| 46   | Ha Seung-jin (C)         | Südkorea                     | Portland Trail Blazers                         | Yonsei-Universität (Südkorea)          |
| 47   | Pape Sow (PF)            | Senegal                      | Miami Heat                                     | California State University, Fullerton |
| 48   | Ricky Minard (SG)        | Vereinigte Staaten           | Sacramento Kings (von Utah Jazz)               | Morehead State University              |
| 49   | Serhij Lischtschuk (PF)  | Ukraine                      | Memphis Grizzlies (von Denver Nuggets)         | Chimik Juschne                         |
| 50   | Vasilios Spanoulis (PG)  | Griechenland                 | Dallas Mavericks (von Houston Rockets)         | GS Marousi                             |
| 51   | Christian Drejer (SF)    | Dänemark                     | New Jersey Nets                                | FC Barcelona                           |
| 52   | Romain Sato (SG)         | Zentralafrikanische Republik | San Antonio Spurs (von Memphis Grizzlies)      | Xavier University of Cincinnati        |
| 53   | Matt Freije (SF)         | Vereinigte Staaten           | Miami Heat (von Dallas Mavericks)              | Vanderbilt University                  |
| 54   | Rickey Paulding (SG)     | Vereinigte Staaten           | Detroit Pistons                                | University of Missouri                 |
| 55   | Luis Alberto Flores (PG) | Dominikanische Republik      | Houston Rockets (von Sacramento Kings)         | Manhattan College                      |
| 56   | Marcus Douthit (PF)      | Vereinigte Staaten           | Los Angeles Lakers                             | Providence College                     |
| 57   | Sergei Karaulov (C)      | Usbekistan                   | San Antonio Spurs                              | Sacha-Jakutia Jakutsk                  |
| 58   | Blake Stepp (PG)         | Vereinigte Staaten           | Minnesota Timberwolves                         | Gonzaga University                     |
| 59   | Rashad Wright (PG)       | Vereinigte Staaten           | Indiana Pacers                                 | University of Georgia                  |

## Ungedraftete Spieler
- Pero Antić ( Mazedonien, AEK Athen)
- Jackie Butler ( Vereinigte Staaten, Coastal Christian Academy, Virginia Beach, Virginia)
- Aleksandar Ćapin ( Bosnien und Herzegowina, Telekom Baskets Bonn, Deutschland)
- Hamed Haddadi ( Iran, Paykan Teheran BC, Iran)
- Rich Melzer ( Vereinigte Staaten, University of Wisconsin - River Falls)
- Misan Nikagbatse ( Deutschland, Mitteldeutscher BC)
- Andrés Nocioni ( Argentinien, TAU Céramica, Spanien)
- Luke Whitehead ( Vereinigte Staaten, University of Louisville)